# Kongregation der Schwestern der Christlichen Liebe
Die Kongregation der Schwestern der Christlichen Liebe (Congregatio Sororum Christianae Caritatis, Ordenskürzel: SCC) ist der Name einer Ordensgemeinschaft, die im August 1849 von Pauline von Mallinckrodt gegründet und am 7. Februar 1888 von Papst Leo XIII. bestätigt wurde.

## Ziele
Der Orden wurde von Pauline von Mallinckrodt mit dem primären Ziel der Pflege und Unterrichtung von Blinden in Westfalen gegründet. Durch ihren Einsatz für hilfsbedürftige Kinder in einer 1840 von ihr gegründeten Kindertagesstätte wurde der Paderborner Kreisarzt Joseph Hermann Schmidt auf sie aufmerksam. Da es im damaligen Westfalen keinerlei organisierte Blindenpädagogik gab, vermittelte er ihr zwei blinde Kinder aus seiner Praxis zur Pflege. Diese Aufgabe machte von Mallinckrodt zu ihrer Bestimmung. Da es keinen anderen Orden mit einem passenden Schwerpunkt gab, gründete sie 1849 die Kongregation der Schwestern der Christlichen Liebe, vor allem in Westfalen oft „Liebesschwestern“ genannt. Diese widmeten sich zwar auch anderen karitativen Aufgaben, Priorität hatte jedoch immer die Arbeit mit blinden Kindern und später auch Erwachsenen. Erklärtes Ziel war es, blinden Kindern wenigstens teilweise einen selbstständigen Lebensunterhalt zu ermöglichen, um sie vom als „sittengefährdend“ empfundenen Betteln abzuhalten. Durch die geistig behinderte Schülerin Margarethe Feichler angeregt, legte der Orden bald einen Schwerpunkt auf mehrfachbehinderte Kinder.

## Geschichte

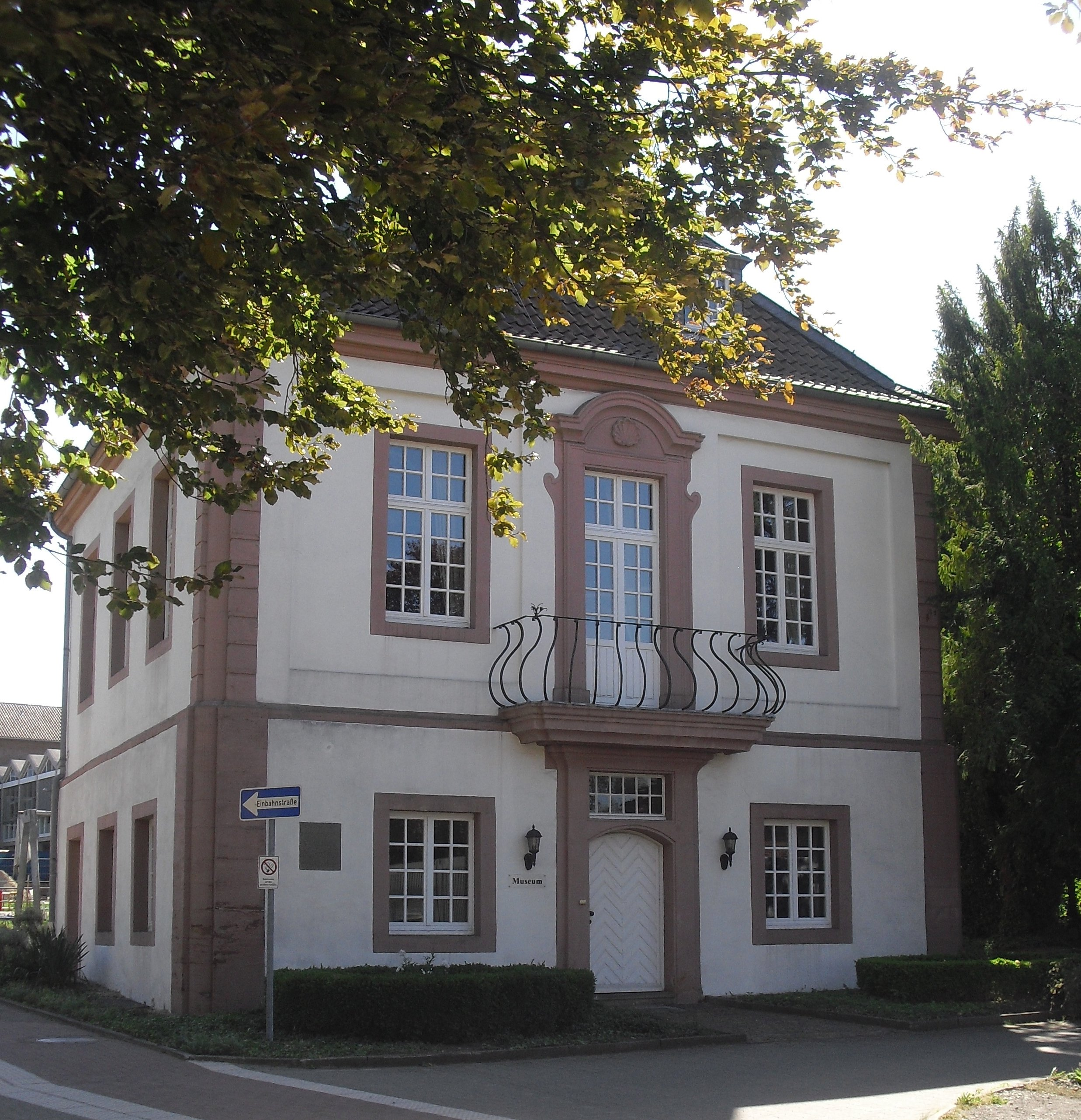
Das 1847 erworbene Gebäude

Im Jahr 1842 gründete Pauline von Mallinckrodt zusammen mit Hermann Schmidt eine Privat-Blindenanstalt in Paderborn. 1844 erhielt diese Korporationsrechte, 1847 wurde ein erstes eigenes Gebäude erworben, nachdem das Institut zuvor im örtlichen Kapuziner-Kloster untergebracht war. Versuche, das Institut zu einer öffentlichen Einrichtung zu machen, führten 1847 zur Eröffnung zweier Anstalten, einer evangelischen in Soest und einer katholischen in Paderborn. Die Privat-Anstalt ging vollständig in der nach Ludwig von Vincke benannten von Vincke'schen Provinzial-Blindenanstalt auf. Bis zum Tod von Mallinckrodts waren bereits 152 blinde Kinder in der Anstalt aufgenommen. 
Während des Kulturkampfs durften die Schwestern von 1878 bis 1880 keinen Unterricht erteilen. Als Folge davon gingen viele Mitglieder im Jahre 1873 ins Exil und gründeten Niederlassungen in den Vereinigten Staaten und in Südamerika. Von 1873 bis 1920 wirkten mehrere Schwestern im Fürstentum Liechtenstein. Sie führten auf Gutenberg in Balzers ein Töchterpensionat. Im Jahre 1887 durften die Schwestern nach Deutschland zurückkehren und eröffneten wieder ihr Mutterhaus in Paderborn.
1907 wurde ein Heim für blinde Männer eröffnet. Nach dem Ersten Weltkrieg kam mit der Umschulung von Kriegsblinden eine neue Aufgabe hinzu. Während des Zweiten Weltkriegs kam der Betrieb fast völlig zum Erliegen und ein Großteil der Hilfsmittel der Schule wurden zerstört. Seit den 1960er Jahren wird ein weiterer Schwerpunkt auf die Freizeitgestaltung von Blinden gelegt. Aufgrund stetig wachsender Schülerzahlen wurde 1960 ein größeres Schulgebäude errichtet und 1970 ein Internat. Seit 1963 findet eine systematische Frühbetreuung blinder Vorschulkinder statt. 1978 benannte der Landschaftsverband Westfalen-Lippe, mittlerweile Träger der Schule, das Institut in Westfälische Schule für Blinde (Sonderschule) um.
Seit 1968 zeichnete sich ab, dass zwei Schulen für Blinde in Westfalen zu viel waren. Die Kongregation der Schwestern der Christlichen Liebe kam deshalb zu dem Schluss, ihren Betreuungsschwerpunkt auf mehrfachbehinderte Kinder zu legen. Seit 1975 werden in Paderborn nur noch Kinder aufgenommen, die aufgrund ihrer retardierten geistigen Entwicklung den Anforderungen der Soester Blindenschule nicht entsprechen können. Im Schuljahr 1984/85 besuchten 125 Schüler die Schule, davon 111 mehrfachbehindert. Sie wurden von 42 Lehrern ausgebildet.

## Anhängige Projekte
Neben den Schulen in Soest und Paderborn und dem Internat betreibt der Orden noch weitere Projekte. Es werden Werkstättenbetriebe unterhalten und ein Wohnheim für ältere Blinde. Nach wie vor widmen sich die Schwestern blindengerechter Früherziehung, die in den Familien stattfindet. Bis 1982 war der Orden alleiniger Träger einer Druckerei, der Blindenschrift-Verlag und -Druckerei Pauline von Mallinckrodt GmbH, die dann in eine Gemeinnützige GmbH mit zusätzlichen Gesellschaftern umgewandelt wurde. Bis heute ist dies der einzige katholische Blindenschrift-Verlag im deutschen Sprachraum. Seit 1972 engagiert sich der Orden auch im Internationalen Blindenzentrum IBZ in Münsterlingen (ehemals Landschlacht) in der Schweiz. In Thülen betreiben sie den Pauline von Mallinckrodt-Kindergarten und ein Schullandheim für blinde Kinder.
In Paderborn gibt es im Mutterhaus ein kleines Museum, das sich dem Leben und Wirken der Ordensgründerin und dem Orden widmet, das Exerzitien- und Bildungshaus Haus Maria Immaculata und das Altenheim Haus Pauline von Mallinckrodt. Weitere Tätigkeiten sind Krankenhausseelsorge in Attendorn, Castrop-Rauxel, Minden, Paderborn, Soest und Bad Oexen, der Katholische Burgkindergarten in Rheda-Wiedenbrück, Obdachlosenbetreuung und anderes. Zwei internationale Projekte, in denen sich die deutsche Ordensprovinz besonders engagiert, sind das Projekt Schulbildung für arme Kinder in Uruguay und eine Blindenmission in Manila.
Im Jahr 1904 eröffnete unter der Leitung der Schwestern der Christlichen Liebe das Mädchenheim Sankt-Agnes-Stift in Bonn, das bis zum Kriegsbeginn durch den Orden betrieben wurde.

## SCC International
Der Generalrat des Ordens hat seinen Sitz in Rom. Die einzelnen Provinzen sind Deutsche Provinz, USA/Östliche Provinz, USA/Westliche Provinz, Chilenische Provinz, Uruguayisch-Argentinische Provinz und die Mission in Manila.
Der Kongregation gehören weltweit 380 Schwestern an, davon 120 in Deutschland (Stand August 2019).
Generalobere ist seit Juli 2013 Schwester Maria de Rosario Castro. Ihre Vorgängerin war Schwester Adalberta Mettem.

## Campo Santo Teutonico
Seit 1920 waren die Schwestern der Kongregation im Campo Santo Teutonico in Rom tätig. 2013 haben die Schwestern vom Göttlichen Erlöser („Niederbronner Schwestern“) die Nachfolge angetreten.